# Kagney Linn Karter
Kagney Linn Karter, née le 28 mars 1987 à Houston au Texas (États-Unis) et morte le 15 février 2024 dans l'Ohio, est une modèle, strip-teaseuse et actrice de films pornographiques américaine.

## Biographie

### Carrière
Kagney commence sa carrière en octobre 2008 en tournant sa toute première scène pour Naughty America et s'impose rapidement parmi les actrices en vues aux États-Unis. À tel point qu'elle signe un contrat d'exclusivité avec le studio Zero Tolerance en janvier 2010, juste avant de remporter l'AVN Award de la meilleure nouvelle starlette.
Elle est élue Penthouse Pet au mois de juin 2009 et  apparaît sur les couvertures de Hustler en avril 2009 et Adult Video News en juin 2009.
En 2010, elle tourne dans plusieurs parodies porno comme celle du Silence des agneaux, sobrement intitulée Official The Silence of the Lambs Parody où elle incarne l'agent Starling. Puis Kagney incarne Kelly Bundy dans Not Married With Children XXX, parodie de la célèbre série télévisée Married With Children (Mariés, deux enfants).
En 2011, l'actrice tourne dans une autre parodie de Catwoman, nommée Katwoman, réalisée par Nicholas Steele, dans laquelle elle incarne le rôle de Superchick, une Superman féminine. Elle incarnera également Supergirl dans une parodie réunissant Superman et Spider-Man intitulée Superman vs. Spider-Man XXX et réalisée par Axel Braun.

### Mort
Le 19 février 2024, le site TMZ annonce que Kagney Linn Karter s'est suicidée par arme à feu le jeudi 15 février 2024 à l’âge de 36 ans.

## Filmographie sélective

### Cinéma traditionnel
- 2010 : Malice in Lalaland : Mary-Ann
- 2016 : Zoolander 2 de Ben Stiller : la jeune fille blonde dans le sauna avec Hansel.

### Cinéma pornographique
- 2008 : Big Titty Moms 3
- 2008 : Naughty College School Girls 52
- 2009 : We Live Together.com 11
- 2009 : Mother-Daughter Exchange Club 9
- 2010 : Mother-Daughter Exchange Club 12
- 2010 : Rocco's Power Slave 1
- 2011 : Big Wet Asses 19
- 2011 : Brides Maids XXX
- 2012 : Anal Bombshells
- 2012 : Lesbian Romance
- 2013 : Anal Dream Team
- 2013 : My First Lesbian Experience 4
- 2014 : Anal Overdose 3
- 2014 : Girl on Girl Time
- 2015 : Rectal Workout
- 2015 : Party of Three 14
- 2016 : Anal Fun With Kagney's Buns
- 2016 : Sisterly Touch
- 2017 : Kagney's Anal Expert-Tease
- 2017 : Mom's Magic Massage
- 2018 : Women Seeking Women 151

## Récompenses
- 2010 : AVN Award – Meilleure nouvelle starlette (Best New Starlet)[5]
- 2010 : AVN Award – Meilleure scène de POV[5]
- 2010 : XBIZ Award – Nouvelle starlette de l'année
- 2010 : XRCO Award – Nouvelle starlette[6]
- 2011: PornstarGlobal – 5 Star Award[7]